# Kulturpalast (Arad)

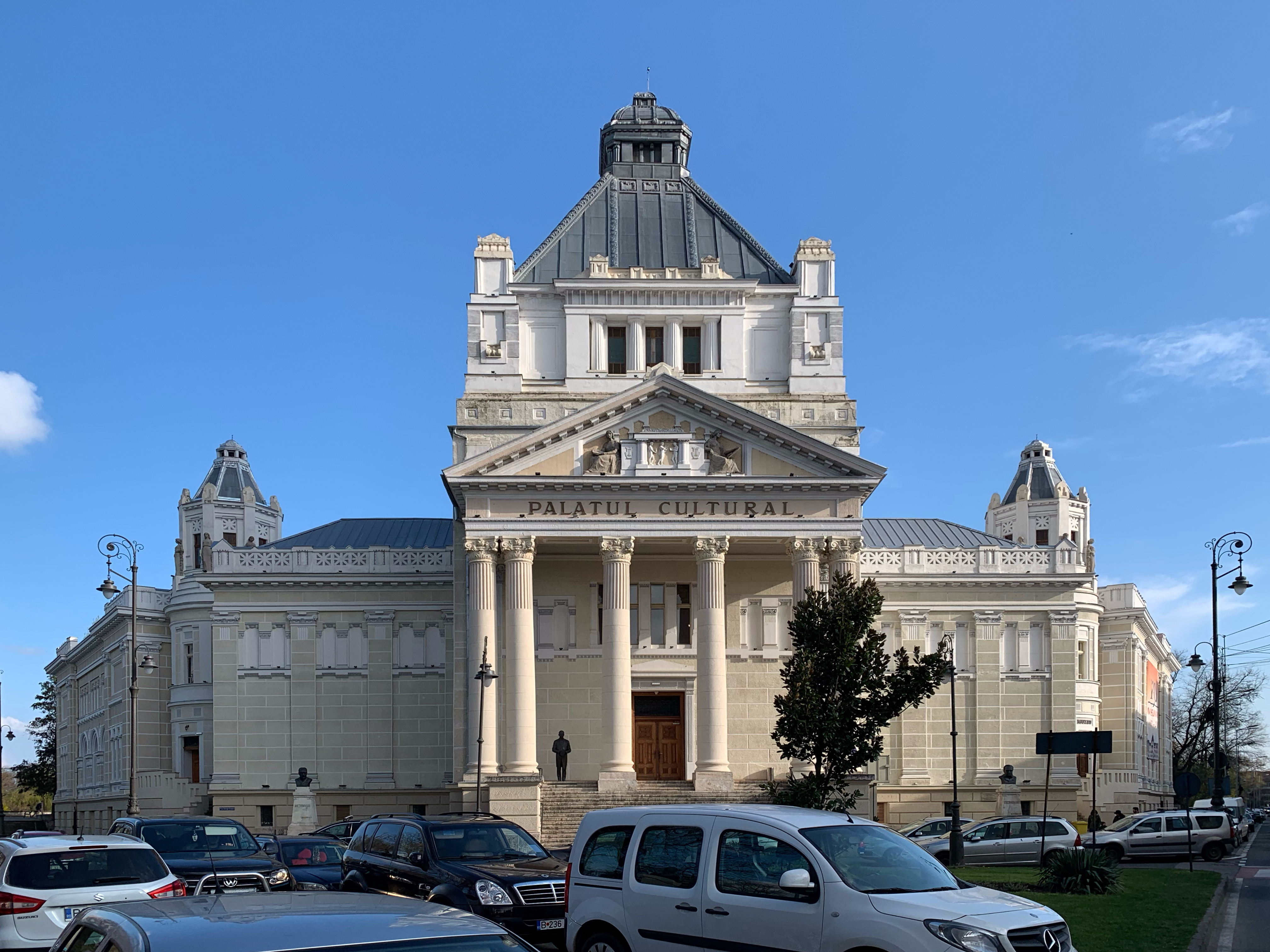
Kulturpalast, 2023

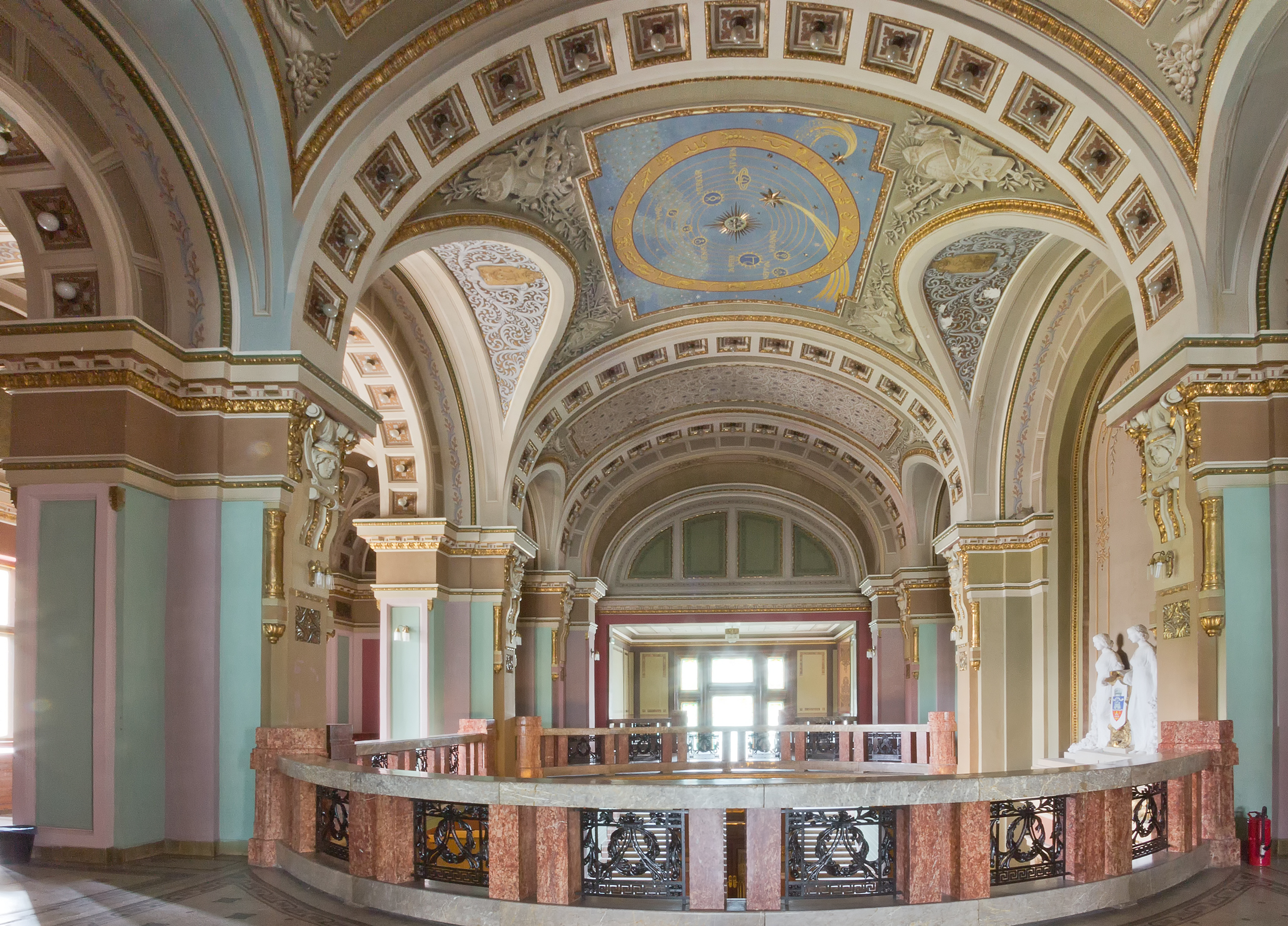
Foyer der Philharmonie, Obergeschoss

Der Kulturpalast Arad (rumänisch Palatul Cultural) ist ein zwischen 1911 und 1913 fertiggestelltes Gebäude in Arad, Rumänien. Er wurde auf Initiative der Kölcsey Kulturgesellschaft nach den Plänen des Arader Architekten Lajos Szantay errichtet und beherbergt Teile des Museumskomplexes Arad und die Philharmonie.

## Beschreibung
Aus architektonischer Sicht weist das Gebäude eine Mischung aus mehreren Stilen auf. Während die Fassade im eklektizistischen Stil gehalten wird, sind die Seitenflügel im Stil der Renaissance und die Arkaden im klassischen Stil. Die Fassade zur Parkseite spiegelt Elemente der Gotik wider und erinnert an das Schloss Hunyadi. Die Basreliefs des Gebäudes sind das Werk des Arader Bildhauers Géza Rubletzky.
Zwischen 1978 und 1980 restaurierten die Brüder Milataller die Innendekoration und vergoldeten das Fresko. Die Verzierung der Haupthalle ist im Sezessionsstil, die Fenster jedoch im Jugendstil angefertigt. Die Malerei der Kuppel stellt das Sonnensystem und den halleyschen Komet dar.

## Geschichte
Der Bau des Gebäudes wurde bereits 1901 auf Initiative der Kölcsey Kulturgesellschaft angeregt, mit dem Ziel die Stadtbibliothek, das Museum und die Philharmonie in einem einzigen Gebäude unterzubringen.  Auf die Ausschreibung bewarben sich insgesamt 27 Architekten aus ganz Europa, unter anderen aus Paris, Berlin und Budapest. Den Zuschlag erhielt der Arader Architekt Lajos Szantay. Der Bau des  Gebäudes begann aus finanziellen Gründen erst 1911, im Herbst des Jahres 1912 zog das Museum bereits ein und 1913 wurde das Gebäude fertiggestellt. Die feierliche Eröffnung fand am 25. Oktober 1913 statt.
Im Laufe der Zeit gastierten im Kulturpalast bedeutende Persönlichkeiten wie Richard Strauss, Béla Bartók oder George Enescu. George Enescu wurde 1931 zu seinem fünfzigsten Geburtstag im Konzertsaal des Kulturpalastes mit der Ehrenbürgerschaft der Stadt Arad ausgezeichnet.
Der Kulturpalast umfasst 300 Räume, in denen heute die Staatsphilharmonie und der Museumskomplex untergebracht sind.